# Barlavento

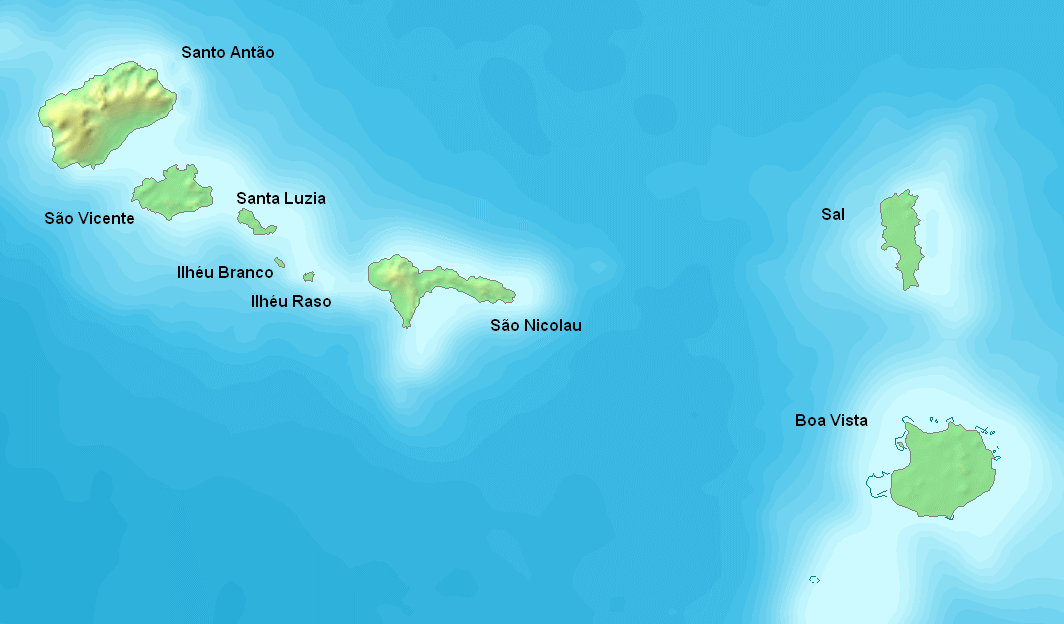
Návětrné ostrovy

Barlavento (také Návětrné ostrovy) je skupina severních ostrovů souostroví Kapverdy, skládající se z ostrovů Santo Antão, São Vicente, Santa Luzia, São Nicolau, Sal a Boa Vista. Na ostrovech fouká stabilní vítr, který je ceněn vyznavači kitingu a windsurfingu.
Druhá skupina ostrovů se nazývá Sotavento, jedná se o skupinu jižních ostrovů, tzv. závětrných.